# 鬼神樂
《鬼神樂》是日本Studio e.go!公司在2005年4月28日的戰略類型成人遊戲。該遊戲如前作《夏神樂》是Studio e.go!公司少數走鬼畜路線的作品之一。

## 遊戲系統
《鬼神樂》繼承了前作的戰略模式，玩家在戰場上需殺死妖怪，並要把被邪氣污染的靈脈「淨化」，即把它們佔領過來。另外，《鬼》比《夏》加了不少新功能及事物，計有角色的等級制，儲滿經驗值即可升級；三人均可使用咒符，不像前作般只由男主角來做；玩家把敵人擊敗有機會可獲得寶物，並可把它們用來製造咒符。

## 故事
遊戲講述男主角木島卓為家庭復仇的故事，一隻名為芳賀真人的鬼 (日本)，把木島的家人全部殺死並吃掉，木島為了把芳賀殺死，擊敗了不少的鬼並將之吃掉，使得自己擁有半人半鬼的體質。當他憤怒時，便會爆發鬼的強大力量，攻擊任何人，不能控制自己。木島一次在公園遇到芳賀，性急之下想要打死芳賀，卻給芳賀重擊受傷。這時木島變成了鬼，把芳賀的左手吃掉。這時又碰上穿巫女裝的天神姊妹，她們也是為了幹掉芳賀。失去理性的木島鬼朝她們攻擊，卻給一名神秘女子阻止了。木島醒來後，發現自己被她們送到天乃杜神社，木島與天神姊妹三人的冒險旅程也隨之展開。

## 角色

### 主要角色
木島卓（聲：梅小路乒乓）
追擊芳賀真人的青年。擊敗了不少的鬼並將之吃掉，使得自己擁有半人半鬼的體質。
天神栞奈（聲：みすみ）
天乃杜神社的長女。
天神卯月（聲：水野江麻）
天乃杜神社的次女。負責後勤。喜歡動物。
伊滋（聲：木村あやか）
天乃杜神社所供奉的女神。

### 其他角色
夏（聲：ダイナマイト♡亜美）
前作《夏神樂》的女主角之一，水杜神社的女神。千
音羽葉子（聲：青山由香里）
前作《夏神樂》的女主角之一，真實身分是妖狐，擔任夏的隨身護衛。
芳賀真人（聲：佐藤タカオ）
鬼。

## 工作人員
- 原畫：山本和枝[3]
- 劇本：石川洋一、寺岡健治
- 音樂：ぴょんも
- 影片：パリオ
- 監督、演出、遊戲設計、程式：有原昌顕

## 主題歌
乱舞
作詞：CANDY　作曲：ぴょんも　歌：CANDY

## 外部連結
- 官方網站（日語）
- Studio e.go!（日語）